# Đặng Hoài Tân
Đặng Hoài Tân (sinh ngày 11 tháng 1 năm 1966) là một chính trị gia người Việt Nam. Ông hiện là đại biểu Quốc hội Việt Nam khóa XIV nhiệm kì 2016-2021, thuộc đoàn đại biểu quốc hội tỉnh Bình Định, Ủy viên Ủy ban Kinh tế của Quốc hội, Chủ tịch Hội Nông dân tỉnh Bình Định. Ông lần đầu trúng cử đại biểu Quốc hội năm 2016 ở đơn vị bầu cử số 2, tỉnh Bình Định gồm các huyện An Nhơn, Phù Cát, Phù Mỹ.

## Xuất thân
Đặng Hoài Tân sinh ngày 11 tháng 1 năm 1966 quê quán ở xã Mỹ Lộc, huyện Phù Mỹ, tỉnh Bình Định. 
Ông hiện cư trú ở số 73 đường Nguyễn Văn, tổ 23B, khu vực 5, phường Ghềnh Ráng, thành phố Quy Nhơn, tỉnh Bình Định.

## Giáo dục
- Giáo dục phổ thông: 12/12
- Đại học Kinh tế nông lâm
- Cao cấp lí luận chính trị

## Sự nghiệp
Ông gia nhập Đảng Cộng sản Việt Nam vào ngày 7/6/1997.
Khi lần đầu ứng cử đại biểu Quốc hội Việt Nam khóa 14 vào tháng 5 năm 2016 ông đang là Ủy viên Đảng đoàn, Phó Chủ tịch Hội Nông dân tỉnh Bình Định, làm việc ở Hội Nông dân tỉnh Bình Định.
Ông đã trúng cử đại biểu quốc hội năm 2016 ở đơn vị bầu cử số 2, tỉnh Bình Định gồm các huyện An Nhơn, Phù Cát, Phù Mỹ, được 268.986 phiếu, đạt tỷ lệ 64,54% số phiếu hợp lệ.
Ông hiện là Chủ tịch Hội Nông dân tỉnh Bình Định, Ủy viên Ủy ban Kinh tế của Quốc hội.
Ông đang làm việc ở Hội Nông dân tỉnh Bình Định.